# Vortex (deutsche Band)
Vortex war eine deutsche Oi!-Band mit Ska-Einflüssen aus Hameln. Sie war eine der ersten Skinhead-Bands in Deutschland. Nach zwei Alben für das Label Rock-O-Rama löste sich die Gruppe auf. Von 2000 bis 2017 spielte Vortex in neuer Besetzung zusammen.

## Bandgeschichte

### 1980–1989
1980 beschlossen Bernd, Thomas, Kuckuck und Toky zusammen Musik zu machen. Zunächst als Punkband unter dem Namen Hans Albers Combo. 1981, nachdem sich alle Mitglieder der Skinhead-Subkultur angeschlossen hatten, benannte man sich in Vortex um. Der Name stammt aus dem Film Zardoz und bezeichnet dort eine utopische Stadt. Nach einigen Auftritten, unter anderem 1985 im KdF-Bunker (Proberaum von Kraft durch Froide), zusammen mit der Band Böhse Onkelz aus Frankfurt, fragte die Gruppe beim Plattenlabel Rock-O-Rama an, das sich gerade vom Punk-Label zum Rechtsrock-Label wandelte, und unterschrieb dort; die Band gibt an, damals keine anderen Plattenlabel gekannt und nicht viel über sein Umfeld gewusst zu haben.
Das Debütalbum Gladiator erschien 1985. Das zweite Album Laut + Lustig folgte 1987. Die Gruppe trat mit mehreren rechtsextremen Bands auf, doch war in der aufkeimenden rechtsextremen Szene unbeliebt. Zum einen kritisierten sie die Entwicklung offen, zum anderen spielten sie auf Konzerten auch Offbeat-Rhythmen. Es gründete sich eine Art Anti-Vortex-Liga. Bei einem Konzert mit Kahlkopf eskalierte die Situation, Vortex wurde auf der Bühne attackiert und musste den Auftritt nach zwei Liedern abbrechen. Kurz danach löste sich die Gruppe auf. Bernd und Thomas machten unter dem Namen Mad Monster Sound als Ska-Band weiter.

### Reunion 2000
2000 fragte Stomper 98 bei Thomas an, ob er sich an einer Split-EP zusammen mit The Templars beteiligen möchten. Stomper 98 nahm das Lied Robert „Modeskin“ neu auf und veröffentlichte es auf der Split-EP The I.S.P. Connection. Thomas fand wieder gefallen an der alten Gruppe. Zusammen mit Bernd und den neuen Musikern Shorty (Stomper 98) und Sebastian spielte man ein Konzert mit The Templars, Stomper 98 und Foreign Legion. Danach probte man einige Zeit gemeinsam, bis sich mit den Neuzugängen Stefan (Bass, auch bei Mad Monster Sound) und Marco ein festes Line-up feststand. 2007 erschien das Album Und was wollt ihr? auf Randale Records. 2008 folgte eine Split-EP mit Crusaders.

## Hintergrund und Kritik
Obwohl einer der Hintergründe für die Auflösung 1989 Ärger mit der rechtsextremen Skinhead-Szene war, gilt die Gruppe heute in der Punkszene noch als umstritten. Dies liegt unter anderem an der ehemaligen Plattenfirma Rock-O-Rama sowie gemeinsamen Auftritten mit rechtsextremen Gruppen wie Kraft durch Froide und Kahlkopf. Als problematisch wurde zudem der Text zu Punks und Skins angesehen:

„Die Punks wollten uns benutzen, doch niemand hat uns je gefragt. Ich möchte kein Punker sein, denn der Punker ist ein Fuselschwein. Punks und Skins unter einem Hut – das geht niemals gut.“

Der Text selbst entstand vor dem Hintergrund der Chaostage 1983 und war eine Reaktion auf die Wende in der Beziehung zwischen Skinheads und Punks in dieser Zeit. Vortex wurde aber selbst zu dieser Zeit vom Verfassungsschutz als „unpolitisch“ eingestuft. Heute distanziert sich Vortex von rechtsextremen Bands und versteht sich als unpolitisch.

„Wir sind keine Naziband, waren nie eine, haben keine rechtsradikalen Tendenzen, mögen genauso wenig Linksradikale oder Möchtegern-Weltverbesserer, die mit erhobenem Zeigefinger rumlaufen, um täglich ihr Dasein zu rechtfertigen. Und wahrscheinlich vor 22 Jahren noch nicht mal geboren waren. Wir wollten die Welt nicht verbessern, auch keine Politik mit unserer Musik betreiben, lediglich etwas angenehmer gestalten und Freude ins Wohnzimmer bringen.“

## Diskografie
- 1985: Gladiator (Rock-O-Rama)
- 1987: Laut + Lustig (Rock-O-Rama)
- 2007: Und was wollt ihr? (Randale Records)
- 2008: Zurück in die Zukunft (Split-EP mit Crusaders, Randale Records)
- 2023:  Häxan (Mvd)